# Aloe viridiflora
Aloe viridiflora ist eine Pflanzenart der Gattung der Aloen in der Unterfamilie der Affodillgewächse (Asphodeloideae). Das Artepitheton viridiflora leitet sich von den lateinischen Worten viridis für ‚grün‘ sowie -florus für ‚-blütig‘ ab.

## Beschreibung

### Vegetative Merkmale
Aloe viridiflora wächst stammlos und einzeln. Die 50 bis 60 lanzettlich verschmälerten Laubblätter bilden dichte Rosetten. Die glauke, deutlich linierte Blattspreite ist bis zu 40 Zentimeter lang und 8 Zentimeter breit. Die stechenden, rosarötlich braunen Zähne am Blattrand sind 2 Millimeter lang und stehen 2 bis 5 Millimeter voneinander entfernt.

### Blütenstände und Blüten
Der Blütenstand besteht aus sechs Zweigen und erreicht eine Länge von etwa 150 Zentimeter. Die dichten, kopfigen Trauben sind 10 Zentimeter lang und 8 Zentimeter breit. Sie bestehen aus etwa 50 bis 60 Blüten. Die eiförmig-spitzen Brakteen weisen eine Länge von 15 Millimeter auf und sind 7 Millimeter breit. Die keulenförmigen, grünen Blüten sind etwa in ihrer Mitte zitronengelb überhaucht und stehen an 20 Millimeter langen Blütenstielen. Sie sind 33 Millimeter lang und an ihrer Basis verschmälert. Oberhalb des Fruchtknotens sind die Blüten zu ihrer Mündung hin auf 9 bis 10 Millimeter erweitert. Ihre Perigonblätter sind nicht miteinander verwachsen. Die Staubblätter ragen 10 Millimeter und der Griffel 10 bis 12 Millimeter aus der Blüte heraus.

## Systematik, Verbreitung und Gefährdung
Aloe viridiflora ist in Namibia auf felsigen Hängen, am häufigsten am Fuß des Gamsberg, in Höhen etwa 1500 bis 1800 Metern verbreitet.
Die Erstbeschreibung durch Gilbert Westacott Reynolds wurde 1937 veröffentlicht.
Aloe viridiflora wird in der Roten Liste gefährdeter Arten der IUCN als „Least Concern (LC)“, d. h. als in der Natur nicht gefährdet, eingestuft.

## Nachweise